# Парасольчикові
Парасольчикові (Splachnaceae) — родина мохів, що включає близько 70 видів у 6 родах. Близько половини цих видів є ентомофільними, вони використовують комах для розповсюдження своїх спор, що не характерно для інших безнасінних наземних рослин.
Багато видів цієї родини копрофільні, ростуть виключно на фекаліях або падлі тварин. З цеї причини деякі роди, такі як Splachnum Hedw. часто називають гнойовими мохами.